# Toshihiko Uchiyama (fodboldspiller, født 1978)
 For alternative betydninger, se Toshihiko Uchiyama. (Se også artikler, som begynder med Toshihiko Uchiyama)
Toshihiko Uchiyama (født 21. oktober 1978) er en tidligere japansk fodboldspiller.
Han har spillet for flere forskellige klubber i sin karriere, herunder Montedio Yamagata og Vissel Kobe.